# Aşağışakran, Aliağa
Aşağışakran là một xã thuộc huyện Aliağa, tỉnh İzmir, Thổ Nhĩ Kỳ. Dân số thời điểm năm 2010 là 267 người.